# Zdeňka Šilhavá
Zdeňka Šilhavá (Checoslovaquia, 15 de junio de 1954) es una atleta checoslovaca retirada especializado en la prueba de lanzamiento de peso, en la que consiguió ser medallista de bronce europea en pista cubierta en 1983.

## Carrera deportiva
En el Campeonato Europeo de Atletismo en Pista Cubierta de 1983 ganó la medalla de bronce en el lanzamiento de peso, con una marca de 19.56 metros, tras su paisana checoslovaca Helena Fibingerová (oro con 20.61 metros) y la alemana Helma Knorscheidt  (plata con 20.35 metros).